# Церква Святого Марка (Зальцбурґ)
Церква Святого Марка — греко-католицька церква в м. Зальцбурґ, Австрія. Інша назва — "Урсулінська церква".   

## Історія
Будівництво каплиці, присвяченої святому Марку почалося в 1616 р. за князя, архієпископа Зальцбурґа Маркуса Сіттікуса. При каплиці були засновані монастир та лікарня. Каплиця була освячені 25 квітня 1618 р., у день святого Марка, а лікарня відкрита 28 квітня. Лікарня була заснована орденом братів Милосердя св. Іоана.
У 1669 році каплиця була зруйнована. У 1699 році на її місці був закладений наріжний камінь у фундамент урсулінського монастиря та церкви при ньому. Монастир був добудований в 1705 році та переданий урсулинкам. Автором будівництва вважається Фішер фон Ерлах.
Вперше греко-католики проведи Святу Літургію у храмі Святого Марка 22 травня 1949 року. Це відбулося на прохання о. Маркуса Гіль за дозволом Архиєпископа Зальцбургу. Предстоятель УГКЦ Йосиф Сліпий відслужив в храмі Святу Літургію в 1970 році.
До 1957 року церква була монастирською церквою урсулинок. У 1957 р. Урсулинки та їхня школа, приватна гімназія, переїхали до Глазенбаха, а церква Святого Марка була передана ректоратам Зальцбурзької архієпархії.
У 1973 році церкву довелося закрити через критичну небезпеку обвалення. Конструкцію фундаменту церкви укріпили.
Церква Святого Марка була передана громаді Української греко-католицької церкви згідно постанови Зальцбурґзького Архиєпископа Др. Ґеорґа Едера в листопаді 1999 року. У 2000 році громада за фінансової підтримки міста Зальцбурґ і Архиєпархії Зальцбурґа, єпархії Лінц, Церкви в Потребі, та інших жертводавців встановила у храмі іконостас. Іконостас виготовив майстер Богдан Турецький із Львова. Іконостас різьблений, з дуба і липи зі темперним живописом.

## Архітектура

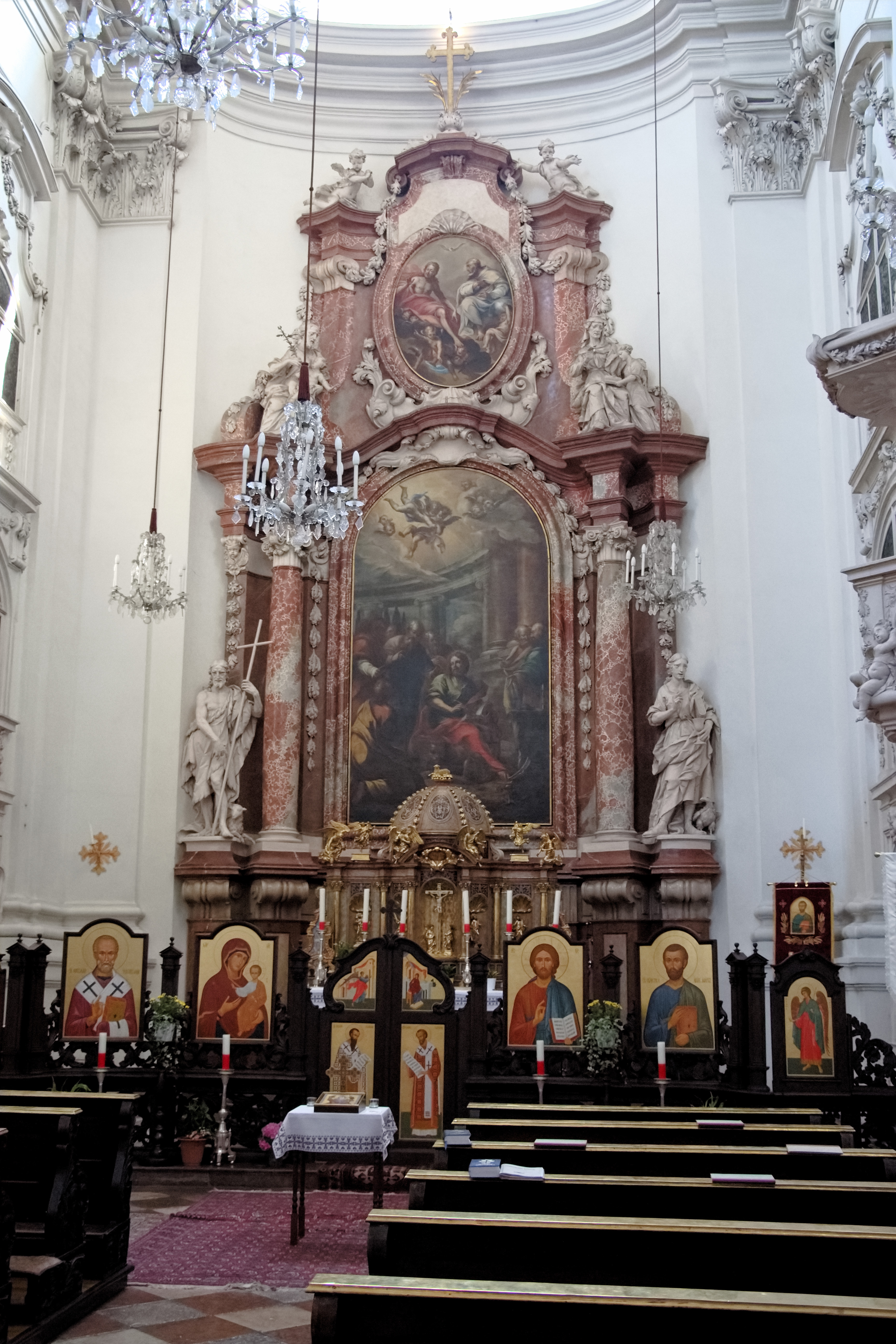
Головний вівтар храму

Будівля в стилі бароко у формі хреста з невеликими поперечними раменами була побудована за планами Йоганна Бернхарда Фішера фон Ерлаха. Колишня урсулінська церква та монастир урсулінок, включаючи внутрішній дворик, знаходяться під охороною пам’ятників як археологічні знахідки, вони є частиною історичного центру міста Зальцбург, внесеного до списку світової спадщини ЮНЕСКО.

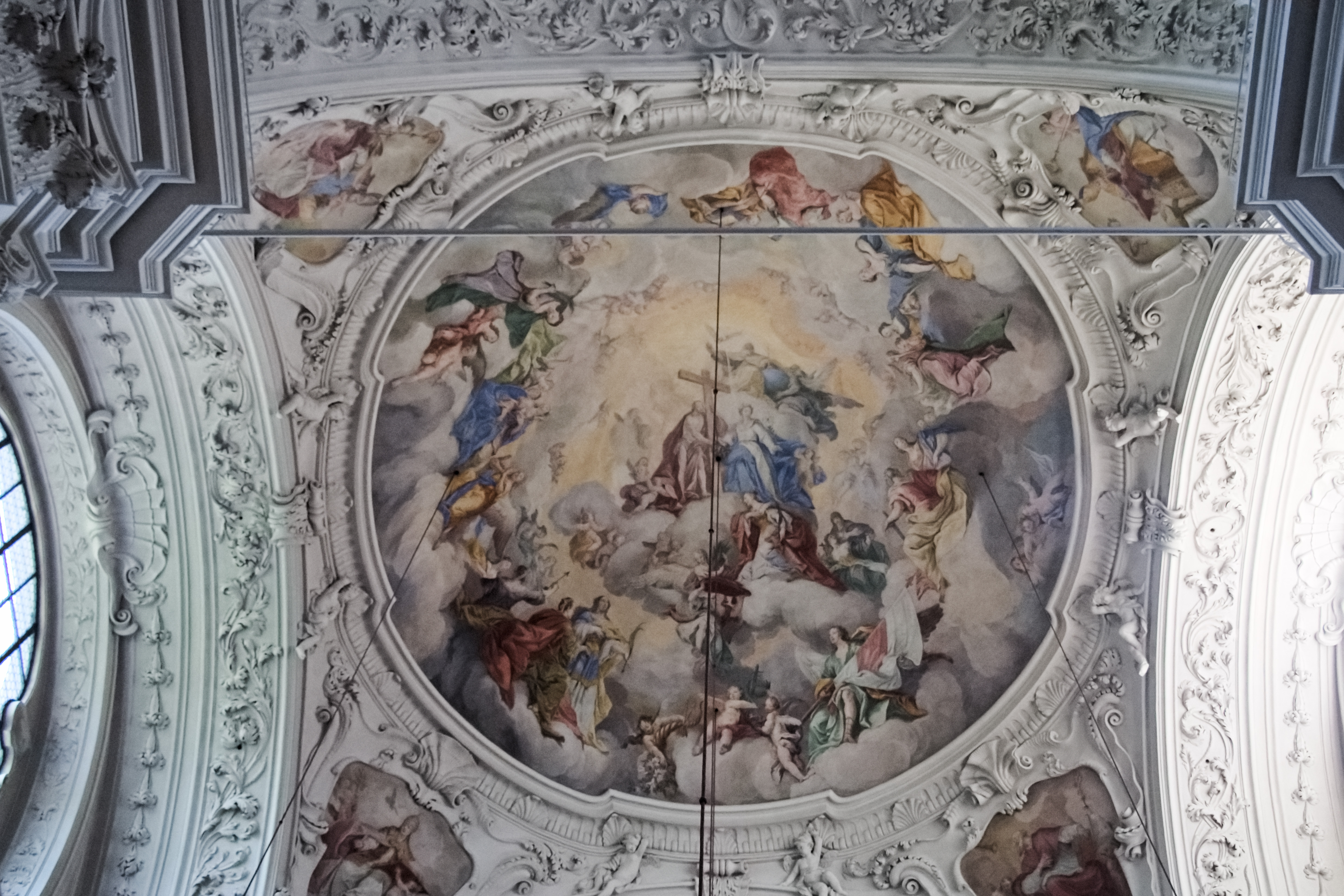
Склепіння храму

Церква розташована в проміжку між скелею та фортечним муром. Ганок церкви має пілястри з капітелями в іонічному стилі. Зверху фасаду є гігантське вікно, схоже на картуш, над яким розташований трикутний фронтон з фігурою Святого Марка в центрі та фігурами святого Августина та Урсула. Ці фігури, ймовірно, створив Бернхард Майкл Мандль. 
Притвор храму закритий кованою решіткою, зробленою в 1705 році. У ньому розташовані чотири статуї святих (Миколая, Геласія, Фульгенція та Вільгельма), які датовані часом побудови церкви.
В інтер'єрі церкви є дорогі меблі, склепіння покриває ліпнина, яка є також на парапеті галереї, стелі, а також бічних стіна хору, які обрамляють ораторіуми. Розписи на склепінні були додані в 1756 році  Крістофом Антоном Майром. На куполі розташоване зображення Святої Урсули в оточенні чотири отці церкви — у обрамлення, схожому на картуш. У східній частині є зображення Божого ока з тетраграматоном із ім'ям Бога (YHWH) й ангелами, що поклоняються. У західній частині зображена Свята Цецилія із ангелами, які грають на інструментах. Імовірно автором зображень був Фішер фон Ерлах.
Головний вівтар: створений у 1766–68 роках Вольфгангом Гагенауером . На вівтарі зображено святого Марка, який розмовляє з язичниками. На верхній картині зображено Святу Трійцю. Бічні фігури зображують Івана Хрестителя з жезлом пастуха і ягням ліворуч, та Івана Богослов із орлом праворуч.
Бічний східний вівтар ліворуч: вівтарна панель зі Святим Августин та його матір'ю Святою Монікою. Там розташовані дві статуї святих Антонія та Віталія. На вівтарі святиня з релікваріями Святого Боніфацій.
Бічний західний вівтар праворуч: вівтарна панель зі Святою Урсулою. На верхній картині зображено Архангел Гавриїл. Статуї у цьому вівтарі зображають святу Катерину та святу Агнесу.
Дизайн амвона приписується Фішеру фон Ерлаху. Він щедро обштукатурений та прикрашений. На ньому відображені три богословські чесноти віра (ліворуч), любов (середня) та надія (праворуч). Там же є зображення алегорична фігури Екклезії, яку тримають ангели. 